# Насри, Самир
Сами́р Насри́ (фр. Samir Nasri; род. 26 июня 1987, Марсель) — французский футболист, игравший на позиции полузащитника. Известен своим дриблингом, контролем мяча и высокой точностью передач. Его стиль игры, способности и культурное происхождение вызывали сравнения с бывшим французским игроком Зинедином Зиданом.
Начал свою футбольную карьеру, играя за местные юношеские клубы в своем родном городе Марселе. В девять лет присоединился к профессиональному клубу «Олимпик Марсель» и следующие семь лет провёл в юношеской академии клуба в Ла-Командери, тренировочном центре клуба. В сезоне 2004/05 дебютировал в профессиональном футболе в сентябре 2004 года в возрасте 17 лет в матче против «Сошо». В следующем сезоне стал постоянным игроком основного состава команды и впервые принял участие в европейских турнирах, сыграв в Кубке УЕФА 2005/06. В сезоне 2006/07 получил награду «Молодой игрок года» от Национального союза профессиональных футболистов (UNFP) и был также включён в команду года. Закончил свою карьеру в «Марселе», сыграв более 160 матчей. Он играл в командах, которые дважды подряд выходили в финал Кубка Франции в 2006 и 2007 годах.
В июне 2008 года подписал четырёхлетний контракт с клубом Премьер-лиги «Арсенал». Достиг известности в команде в своём третьем сезоне, трижды выиграв награду «Игрок месяца» от Ассоциации профессиональных футболистов (PFA) и войдя в состав команды года ассоциации. В декабре 2010 года был назван лучшим игроком Франции за свои выступления в течение календарного года. В августе 2011 года, после трёх сезонов в «Арсенале», перешёл в «Манчестер Сити» на четырёхлетний контракт. В своем первом сезоне в клубе завоевал свою первую крупную награду как игрок, когда клуб выиграл Премьер-лигу 2011/12. Он сыграл 176 матчей и забил 27 голов за клуб, выиграв ещё один титул Премьер-лиги и Кубок лиги в 2014 году. После аренды в «Севилье» в 2016 году он ненадолго играл в «Антальяспоре», «Вест Хэм Юнайтед» и «Андерлехте» до завершения карьеры в 2021 году. Он был отстранен от футбола на восемнадцать месяцев до января 2019 года за нарушение антидопинговых правил.
Был игроком молодёжной сборной Франции и представлял свою страну на всех уровнях, на которых он имел право играть. До того, как играть за национальную сборную, он играл в команде до 17 лет, которая выиграла чемпионат Европы 2004 года среди юношей до 17 лет. Дебютировал в сборной в марте 2007 года в товарищеском матче против сборной Австрии и забил свой первый гол за сборную два месяца спустя в отборочном матче чемпионата Европы 2008 года, который Франция выиграла со счётом 1:0 у сборной Грузии. Он сыграл 41 матч за Францию, забив пять голов, и представлял страну на чемпионатах Европы 2008 и 2012 годов. Завершил карьеру в сборной после того, как не был включён в состав Франции на чемпионат мира 2014 года.

## Ранние годы
Самир Насри родился в Септем-ле-Валлон, северном пригороде Марселя, в семье французов алжирского происхождения. Его мать, Уасила Бен Саид, и отец, Абдельхафид Насри, оба родились во Франции; его отец родился и вырос в Марселе, а мать родом из соседнего Салон-де-Прованс. Дедушка и бабушка Насри эмигрировали во Францию из Алжира. Его мать — домохозяйка, а отец ранее работал водителем автобуса, а затем стал личным менеджером своего сына. В начале своей футбольной карьеры Насри сначала играл под фамилией своей матери, Бен Саид, а после того, как его выбрали в сборную Франции до 16 лет, перешёл на фамилию своего отца, Насри. Он является старшим из четырёх детей и описывает себя как непрактикующего мусульманина. У Насри есть младшая сестра Соня и братья-близнецы Валид и Малик. Все четверо выросли в Ла-Гавот-Пейре. После перехода в английский «Арсенал» Насри поселился в Хампстеде, районе на севере Лондона. Его двоюродный брат, Каис Насри, также является профессиональным футболистом.

## Клубная карьера

### Начало карьеры
Во время своего детства в Ла-Гавот-Пейре Самир Насри регулярно играл в футбол на улицах, где он и приобрёл многие из своих навыков. Заметив его необычайный талант, родители записали его в местный клуб в его родном городе. Насри провёл один год в клубе в Ла-Гавот-Пейре, а затем в возрасте семи лет переехал в Ле-Пен-Мирабо в соседнем Мирабо. Во время игры в Пенне Насри был замечен скаутом «Марселя» Фредди Ассоленом, который узнал о таланте игрока из местных слухов. Увидев навыки Насри воочию, Ассолен пригласил игрока в группу других молодых футболистов для поездки в Италию, где они должны были принять участие в юношеском турнире и сыграть с юношескими академиями «Милана» и «Ювентуса». Насри произвёл впечатление на турнире, и скаут «Милана» в шутку сказал Ассолену: «Он [Насри] остаётся здесь, а ты уходи». После возвращения во Францию руководство «Марселя» организовало встречу с отцом игрока, и группа согласилась разрешить Насри поступить в академию клуба в возрасте девяти лет.

### «Олимпик Марсель»
Он мог делать с мячом всё что угодно: перепрыгивать, вести мяч, бить правой или левой ногой. На самом деле, я даже не был уверен, левша он или правша.
Поступив в молодёжную академию «Марселя», Самир Насри быстро произвёл впечатление. Переехав в Бастид, где проживают молодые игроки клуба, его стиль игры начал формироваться. В 2007 году Насри признал, что переезд в Бастид действительно помог его игре, заявив: «Именно там я действительно начал прогрессировать. Тренировки были другими, а условия прекрасными, и все это помогало хорошо работать». Благодаря быстрому прогрессу Насри стал неотъемлемой частью каждой юношеской команды, в которой он играл, выиграв несколько трофеев, таких как чемпионат Прованса, Кубок Прованса и Средиземноморскую лигу. Проведя большую часть сезона 2003/04 в составе команды клуба до 18 лет, в конце сезона 16-летний Насри был переведён в резервную команду клуба в любительском чемпионате, четвёртом дивизионе французского футбола. Он в основном выходил на замену в нескольких матчах в течение сезона, поскольку резервная команда не смогла оправиться от плохого старта сезона, в результате чего заняла 16-е место и вылетела в любительский чемпионат Франции 2.

#### Дебютный сезон
Перед сезоном 2004/05 несколько клубов проявили интерес к подписанию контракта с Насри, в частности английские клубы «Арсенал», «Челси», «Ливерпуль» и «Ньюкасл Юнайтед». Чтобы уменьшить спекуляции, руководство «Марселя» во главе с президентом Папе Диуфом и главным тренером Жозе Аниго предложило Насри трехлётний профессиональный контракт. 13 августа 2004 года Самир согласился на контракт. Руководство «Марселя» было заинтересовано в подписании контракта с Насри, чтобы не повторить ситуацию с уходом Матьё Фламини, когда игрок покинул клуб, не получив никакой компенсации. В результате подписания профессионального контракта Насри был переведён в основную команду Аниго и получил номер 22. Он начал сезон, играя в резервной команде клуба, и сыграл в четырёх матчах, прежде чем в сентябре 2004 года был вызван в основную команду.
12 сентября Насри дебютировал в профессиональном футболе в матче чемпионата, проигранном «Сошо» со счётом 0:2, выйдя на замену Брюно Шейру. 17 октября он впервые вышел в стартовом составе и отыграл весь матч, который закончился ничьей с «Сент-Этьеном» (1:1). Насри занимал важное место в команде под руководством Аниго, а затем Филиппа Труссье. В первом матче команды после зимнего перерыва он забил свой первый профессиональный гол в выездной победе со счётом 2:1 над «Лиллем». Насри закончил свой дебютный сезон с 25 матчами, одним голом и двумя голевыми передачами.

#### Первый трофей в карьере (2005—2006)
В сезоне 2005/06 «Марсель» получил усиление в лице нападающих Франка Рибери и Джибриля Сиссе, который пришёл в клуб после успешной аренды в предыдущем сезоне. Насри, которому новый тренер Жан Фернандес отводил более заметную роль в команде, сформировал впечатляющее партнёрство с этими двумя игроками, а также с ведущим нападающим Мамаду Ньянгом. Он сыграл в общей сложности 49 матчей, включая выступления в Кубке УЕФА и Кубке Интертото. Насри дебютировал в европейских турнирах 16 июля 2005 года в первом раунде Кубка Интертото 2005 года против швейцарского клуба «Янг Бойз». «Марсель» выиграл первый матч со счётом 3:2. Во втором матче Насри забил свой первый гол в европейских турнирах в победе со счётом 2:1. «Марсель» в конечном итоге выиграл турнир, обыграв испанский «Депортиво Ла-Корунья» со счётом 5:3 по сумме двух матчей. В лиге сыграл в 30 матчах, 25 из которых в стартовом составе. Свой единственный гол в сезоне он забил 29 апреля 2007 года в матче, который закончился победой со счётом 4:2 над «Сошо». В Кубке Франции Насри сыграл в пяти матчах, а «Марсель» вышел в финал турнира, где встретился с своим соперником по Ле Классико «Пари Сен-Жермен». Самир вышел на замену в матче, в котором «Марсель» уступил со счётом 1:2. По окончании сезона игрок продлил контракт с клубом на два года, до 2009 года.

#### Лучший молодой игрок года (2006—2007)
Насри начал сезон 2006/07 под руководством Альбера Эмона, своего четвёртого тренера за три года. Несмотря на это, возросшая популярность «Марселя» вызвала рост спекуляций со стороны журналистов и болельщиков о том, что клуб наконец-то выиграет свой первый титул чемпиона с сезона 1991/92. Насри начал сезон с быстрого гола, забив второй гол в победе команды со счётом 3:1 над «Пари Сен-Жермен» в сентябре 2006 года. 29 апреля 2007 года Насри забил гол в разгроме «Марселя» со счётом 4:2 над «Сошо». «Марсель» должен был встретиться с тем же клубом в финале Кубка Франции 2007 года всего через несколько дней и, как следствие, был явным фаворитом благодаря победе со счётом 2:0 в предыдущем матче. Однако «Сошо» одержал неожиданную победу, обыграв «Марсель» со счётом 5:4 в серии пенальти после того, как матч закончился со счётом 2:2 после дополнительного времени. В последний день сезона Насри забил единственный гол в матче, который «Марсель» выиграл со счётом 1:0 у «Седана». Эта победа обеспечила «Марселю» второе место и стала лучшим результатом клуба с сезона 1998/99, когда он занял второе место после «Бордо». Насри закончил сезон с рекордными для своей карьеры 50 матчами, 37 из которых были сыграны в лиге. За свои усилия он был удостоен награды «Молодой игрок года» от НСПФ и вошёл в состав «Команды года». Насри также был признан болельщиками лучшим игроком клуба года, набрав 62 % голосов и опередив таких игроков, как Рибери и Ньянг.

#### Рекорды результативности и последний сезон во Франции (2007—2008)
Как и в предыдущие три года в «Марселе», Насри начал новый сезон под руководством нового тренера, бельгийца Эрика Геретса. В связи с уходом Рибери в «Баварию», Геретс сделал Насри центральной фигурой атаки, и тот отплатил ему лучшим сезоном в клубе. Он сыграл в 42 матчах, забив шесть голов (лучший результат в карьере) и отдав 15 голевых передач (также лучший результат в карьере). Насри сформировал партнёрство в полузащите с вингером Матьё Вальбуэна и полузащитниками Лориком Цана и Бенуа Шейру, а «Марсель» стал третьим лучшим атакующим клубом лиги после чемпионов «Лиона» и «Бордо», которые заняли первое и второе места в лиге соответственно. Вначале Насри испытывал трудности в начале сезона из-за последствий серьёзной травмы лодыжки, полученной в предсезонке. Он не забил ни одного гола и не отдал ни одной голевой передачи в первых восьми матчах команды в лиге. 24 ноября 2007 года он отдал две голевые передачи в матче, который закончился победой со счётом 2:0 над «Мец». Насри завершил осенний сезон, отдав голевую передачу в матче, который закончился ничьей с «Бордо» (2:2), и сделав последнюю передачу в матче, который закончился победой над «Ле-Маном» (2:0).
После зимнего перерыва Насри начал забивать голы. В конце января он забил голы в двух матчах подряд против «Нанси» и «Кана». В европейских турнирах Насри впервые в своей карьере участвовал в Лиге чемпионов, однако не смог проявить себя в четырёх матчах группового этапа, в которых он принимал участие. Он пропустил сенсационную победу клуба над «Ливерпулем» на «Энфилде» из-за приступа менингита. В итоге «Марсель» занял третье место в группе, что позволило команде выйти в 1/16 финала Кубка УЕФА. Клуб был побеждён в 1/8 финала «Зенитом» из Санкт-Петербурга, несмотря на то, что перед вторым матчем вёл со счетом 3:1. Из трех голов, забитых «Марселем» в первом матче, Насри ассистировал в двух. 16 марта 2008 года Насри забил гол в ничьей с «Лансом» (3:3). Месяц спустя он забил победный гол в матче с «Мец» (2:1). В своём последнем матче за «Марсель» против «Страсбурга» Насри забил гол и ассистировал в другом в матче, который закончился победой со счётом 4:3. «Марсель» занял третье место в лиге, что позволило клубу квалифицироваться в Лигу чемпионов второй сезон подряд. 8 мая 2008 года, несмотря на все спекуляции вокруг трансфера игрока, Насри удивил многих, подписав с клубом трёхлетнее продление контракта до 2012 года.

### «Арсенал»

#### Адаптация в Лондоне (2008—2009)
Самир — фанат футбола, он живёт ради игры. Он любит тренировки и смотрит матч за матчем по телевизору. Он использует то, что видел, чтобы исправить ошибки в своей игре. Когда ты искренне любишь футбол, это имеет огромное значение.
Через неделю, несмотря на продление контракта с «Марселем», Самир Насри был связан с переходом в клуб Премьер-лиги «Арсенал». Главный тренер «Арсенала» Арсен Венгер следил за Насри с тех пор, как увидел его игру на чемпионате Европы 2004 года среди юношей до 17 лет. Позже выяснилось, что продление контракта, подписанное французом с «Марселем», было просто формальностью, позволяющей «провансальцам» получить более высокую сумму за трансфер игрока. Клуб из Буш-дю-Рон требовал за молодого полузащитника 14 миллионов фунтов стерлингов. Накануне чемпионата Европы 2008 года агент Насри и Венгер признали, что игроку были сделаны предложения и что его переход в английский клуб был неизбежен. Сделка была окончательно заключена после турнира 11 июля 2008 года, когда Самир Насри согласился на четырёхлетний контракт. Сумма трансфера не разглашалась, но, по некоторым данным, она составила около 12 миллионов фунтов стерлингов. По прибытии в клуб Насри признал, что Венгер был одной из главных причин, по которым он присоединился к клубу: «Факт того, что Арсен Венгер даёт шанс молодым игрокам очень важен для меня. Арсен — человек с огромной репутацией и один из лучших тренеров в мире».
Насри получил футболку с номером 8, которую ранее носили легенды «Арсенала» Иан Райт, Джордж Грэм, Алан Сандерленд и Фредди Юнгберг, и дебютировал в клубе 30 июля 2008 года в товарищеском матче против немецкого клуба «Штутгарт», который закончился победой со счётом 3:1. 16 августа он дебютировал в Премьер-лиге в первом матче команды в сезоне против «Вест Бромвич Альбион». В этом матче Насри забил свой первый гол в лиге с близкого расстояния на четвёртой минуте, и его команда выиграла со счётом 1:0. Благодаря своему дебютному голу он стал 83-м игроком в истории Премьер-лиги, забившим гол в своём дебютном матче лиги, и 22-м игроком «Арсенала». 27 августа Насри забил свой второй гол за клуб в ответном матче третьего раунда квалификации Лиги чемпионов 2008/09 против «Твенте». «Арсенал» выиграл матч со счётом 4:0 и в сумме двух матчей со счётом 6:0. 8 ноября Насри забил оба гола «Арсенала» в матче против «Манчестер Юнайтед», который закончился со счётом 2:1.
21 декабря Насри ассистировал Робину ван Перси в первом голе в матче с «Ливерпулем», который закончился вничью 1:1. В новом году француз вернулся к своей голевой форме. 17 января 2009 года он забил второй гол в победе клуба со счётом 3:1 над «Халл Сити» на стадионе Кей Си. Насри понадобилось ещё два месяца, чтобы забить следующий гол, который принёс «Арсеналу» победу со счётом 3:1 в выездном матче против «Ньюкасл Юнайтед». Он завершил свой первый сезон в «Арсенале», сыграв в 44 матчах, забив семь голов и сделав пять голевых передач.

#### Сезон 2009/2010
21 июля 2009 года участвуя в тренировочном матче во время предсезонной подготовки с «Арсеналом» в Бад-Вальтерсдорфе, Насри получил перелом ноги. Травма потребовала двух-трех месяцев отдыха, в результате чего Насри пропустил начало сезона 2009/10. Он дебютировал 25 октября 2009 года в матче Кубка лиги против «Ливерпуля». Насри отыграл весь матч, который закончился победой со счётом 2:1. 4 ноября он забил свой первый гол в сезоне в матче группового этапа Лиги чемпионов 2009/10 против АЗ. Три недели спустя француз забил ещё один гол в Лиге чемпионов, на этот раз против «Стандарда» в матче, который закончился победой со счётом 2:0. Он активно выступал за команду в зимние месяцы и завершил 2009 календарный год, забив гол и сделав голевую передачу в выездном матче против «Портсмута» на стадионе «Фраттон Парк», который закончился со счётом 4:1.
После почти двухмесячного перерыва без голов Самир Насри ярко отметил своё возвращение в голевом плане в матче 1/8 финала Лиги чемпионов, в котором его команда со счётом 5:0 победила «Порту». Этот гол, который обозреватель английской газеты The Guardian Дэвид Лейси охарактеризовал как «напоминающий утраченное искусство в британском футболе», продемонстрировал дриблинг Насри, а также его индивидуальность. Получив мяч на правом фланге от полузащитника Абу Диаби, Насри прошёл дриблингом мимо трёх игроков «Порту», а затем обошёл крайнего защитника Альваро Перейру и пробил мимо вратаря, отправив мяч в дальний угол. Гол француза был впоследствии сравнён английскими СМИ с аналогичными голами, забитыми в стране. Три недели спустя, выйдя на замену во втором тайме, Насри забил первый гол в матче против «Бирмингема». Позже «Бирмингем» сравнял счёт благодаря голу Кевина Филлипса в конце матча. Ничья положила конец серии из семи побед подряд в лиге для «Арсенала», и Венгер признал, что ничья «стала большим ударом для наших шансов [на победу в лиге]». В последних семи матчах лиги Насри ассистировал в голах в поражении от «Уиган Атлетик» (2:3) и в домашней победе над «Фулхэмом» (4:0). В итоге «Арсенал» закончил сезон на третьем месте. Насри завершил свой второй сезон в «Арсенале», сыграв в 34 матчах, забив пять голов и сделав пять голевых передач.

#### Футболист года во Франции и уход из команды (2010—2011)
Перед сезоном 2010/11 Насри признался, что был полон решимости вернуть себе форму, благодаря которой «Арсенал» подписал с ним контракт два года назад. Он также признался, что плохо перенёс пропуск чемпионата мира 2010 года, заявив: «Когда я узнал, что не попал в заявку сборной на чемпионат мира, это был большой удар для меня». Однако после разговора с Арсеном Венгером, который сказал ему, что он должен использовать отказ от вызова в сборную как мотивацию, игрок успокоился. Насри хорошо начал сезон. 15 августа 2010 года был включён в стартовый состав «Арсенала» на первый матч сезона против «Ливерпуля». Самир отыграл весь матч, который закончился вничью 1:1. После матча «Арсенал» подтвердил, что Насри получил травму колена, из-за которой он не сможет играть в течение месяца. Однако игрок вернулся в команду всего через три матча, чтобы помочь «Арсеналу» победить «Брагу» со счётом 6:0 в групповом этапе Лиги чемпионов 2010/11. 21 сентября он забил два гола в победе клуба со счётом 4:1 в дополнительное время над соперниками из северного Лондона «Тоттенхэм Хотспур». Оба гола были забиты с пенальти. Четыре дня спустя Насри забил ещё два гола в домашнем поражении со счётом 2:3 от «Вест Бромвич Альбион».
Самир Насри продолжал демонстрировать отличную форму по мере продвижения сезона. В матче группового этапа Лиги чемпионов против сербского клуба «Партизан» он ассистировал Себастьену Скиллачи в голе, который принёс команде победу со счётом 3:1. В октябре 2010 года Насри забил голы в трёх матчах подряд. Он начал эту серию, реализовав пенальти в матче, который закончился победой со счётом 2:1 над «Бирмингемом Сити». В следующем матче клуба против «Шахтёра» Насри забил гол левой ногой в матче, который закончился победой со счётом 5:1. Он также ассистировал в этом матче. Пять дней спустя в матче против «Манчестер Сити» он забил первый гол и ассистировал в третьем голе в матче, который закончился победой со счётом 3:0. Благодаря своим выступлениям в октябре 2010 года Насри был назван игроком месяца по мнению болельщиков. В ноябре Насри снова отличился, забив первый гол в матче, который закончился поражением со счётом 2:3 от «Тоттенхэма». Неделю спустя он забил гол ударом с лёта в матче, который закончился победой со счётом 4:2 над «Астон Виллой».
4 декабря Насри забил два гола в матче против «Фулхэма», принеся «Арсеналу» победу со счётом 2:1. Эта победа вывела «Арсенал» на первое место в турнирной таблице. Эти два гола стали для Насри седьмым и восьмым в чемпионате и десятым и одиннадцатым в целом. Всего через четыре дня Насри забил гол в решающем последнем матче «Арсенала» в группе против «Партизана», который закончился победой со счётом 3:1. 13 декабря за свои выступления в 2010 году Насри был назван французским футболистом года по версии France Football, опередив полузащитника «Челси» Флорана Малуду и вратаря «Лиона» Уго Льориса. Он стал первым игроком «Арсенала», удостоенным этой чести после Тьерри Анри в 2006 году. Насри также был награждён на национальном уровне за свои выступления в декабре, во второй раз в сезоне став игроком месяца по версии болельщиков, а также получив ежемесячную награду клуба. В январе он выиграл эту награду второй месяц подряд.
1 января 2011 года забил свой 13-й гол в сезоне в матче против «Бирмингема», который закончился со счётом 3:0. В Кубке Англии Насри забил свой первый гол в этом турнире в матче третьего раунда, который закончился победой со счётом 3:1 над «Лидс Юнайтед». 30 января Насри был вынужден покинуть команду в четвёртом раунде Кубка Англии против «Хаддерсфилд Таун» из-за травмы подколенного сухожилия. Впоследствии он пропустил две недели и вернулся в команду перед матчем плей-офф Лиги чемпионов с испанским чемпионом «Барселоной». В первом матче Насри ассистировал Андрею Аршавину, забившему победный гол. «Арсенал» выиграл матч со счётом 2:1, но уступил в сумме двух матчей со счётом 3:4, потерпев поражение со счётом 3:1 на «Камп Ноу» во втором матче. 8 апреля Насри был номинирован на награды «Игрок года по версии ПФА» и «Молодой игрок года» от ПФА. Он уступил обе награды полузащитнику «Тоттенхэма» Гарету Бэйлу и своему товарищу по команде Джеку Уилшеру соответственно, но получил утешение, войдя в состав «Команды года» ассоциации.
О своём пребывании на стадионе «Эмирейтс» Насри выразил глубокое восхищение своим бывшим тренером Венгером, которого он также назвал «образцом для подражания» и «волшебником». Всего Насри забил 27 голов в 124 матчах за «Арсенал».

### «Манчестер Сити»
24 августа 2011 года было подтверждено, что Самир Насри перешёл в клуб Премьер-лиги «Манчестер Сити». Сумма трансфера составила около 25 миллионов фунтов стерлингов, и игрок подписал четырёхлетний контракт.

#### Титул чемпиона Англии (2011—2012)
28 августа Насри дебютировал в клубе в выездном матче чемпионата против «Тоттенхэм Хотспур». В этом матче он отдал три голевые передачи, и «Манчестер Сити» одержал уверенную победу со счётом 5:1. В следующем матче команды после сентябрьского перерыва на международные матчи француз отдал одну из трёх голевых передач Серхио Агуэро в матче, который закончился победой со счётом 3:0 над «Уиган Атлетик». 1 октября он забил свой первый гол за клуб, забив третий гол в победе со счётом 4:0, а также ассистировал в двух других голах. 3 декабря после почти двух месяцев без голов в лиге, Насри забил свой второй гол за «Манчестер Сити», реализовав штрафной удар в победе со счётом 5:1 над «Норвич Сити». В следующем месяце Насри забил свой третий гол за клуб в матче против «Тоттенхэма», который закончился со счётом 3:2. 21 марта 2012 года забил победный гол в матче против «Челси», который закончился со счётом 2:1, после того как получил пас от своего партнёра по команде Карлоса Тевеса. 22 апреля он забил гол в выездной победе со счётом 2:0 над «Вулверхэмптон Уондерерс». 13 мая Насри выиграл свой первый трофей Премьер-лиги, когда «Манчестер Сити» стал чемпионом Премьер-лиги сезона 2011/12 после победы над «Куинз Парк Рейнджерс» со счётом 3:2.

#### Потеря формы и второй титул чемпиона Англии (2012—2014)
В начале сезона 2012/13 Самир Насри сменил номер на форме с 19 на 8. 12 августа забил гол и отдал голевую передачу в матче за Суперкубок Англии 2012 года, в котором его команда со счётом 3:2 победила обладателя Кубка Англии «Челси». Неделю спустя, в первый день сезона 2012/13 Премьер-лиги, он снова забил гол и отдал голевую передачу в матче, в котором его команда со счётом 3:2 победила новоиспечённого участника Премьер-лиги «Саутгемптон». Затем он забил гол в матче против «Аякса», который закончился поражением со счётом 3:1 в групповом этапе Лиги чемпионов. В декабре 2012 года Насри подвергся критике за то, что не заблокировал победный гол Робина ван Перси за «Манчестер Юнайтед» в манчестерском дерби.
В марте 2013 года, после того как он был признан лучшим игроком матча в победе со счётом 4:0 над «Ньюкасл Юнайтед», главный тренер «Манчестер Сити» Роберто Манчини сказал, что «хотел бы дать [Насри] пощечину» из-за его нестабильной формы. 14 апреля Насри забил первый гол в матче, в котором «Сити» победил «Челси» со счётом 2:1 в полуфинале Кубка Англии.
Насри забил свой первый гол в сезоне 2013/14 в матче против «Манчестер Юнайтед», который закончился победой со счётом 4:1. 5 ноября он отдал голевые передачи Серхио Агуэро и Альваро Негредо, и «Сити» разгромил московский ЦСКА со счётом 5:2, впервые в истории клуба выйдя в плей-офф Лиги чемпионов. 1 декабря забил два гола в матче против «Суонси Сити», который закончился со счётом 3:0.
2 марта 2014 года Насри забил второй гол в матче, в котором «Манчестер Сити» обыграл «Сандерленд» со счётом 3:1 и выиграл финал Кубка лиги 2014 года. За свою игру в финале Насри получил трофей Алана Хардакера, который вручается лучшему игроку матча. 3 мая в решающем матче Премьер-лиги против «Эвертона» Насри отдал голевую передачу Эдину Джеко, который забил победный гол, и «Сити» смог отыграться и выиграть со счётом 3:2, выйдя на первое место в таблице за два тура до конца сезона. 11 мая Насри забил первый гол «Манчестер Сити» в матче против «Вест Хэм Юнайтед», который закончился со счётом 2:0, и клуб выиграл титул Премьер-лиги 2013/14.

#### Последний сезон в «Сити» и аренда в «Севилью» (2014—2017)
10 июля 2014 года Насри подписал новый пятилетний контракт с «Манчестер Сити», по которому он останется в клубе до 2017 года. 22 ноября 2015 года Мануэль Пеллегрини подтвердил, что Насри пропустит четыре-пять месяцев из-за травмы сухожилия, полученной на тренировке. 10 апреля 2016 года, в своем первом матче после травмы, он забил победный гол в матче против «Вест Бромвич Альбион», который «Манчестер Сити» выиграл со счетом 2:1.
31 августа 2016 года Самир Насри перешёл в испанский клуб «Севилья» на правах аренды на один сезон. Преодолев проблемы с мышцами, он дебютировал в Ла Лиге девять дней спустя в домашней победе со счётом 2:1 над «Лас-Пальмас», в которой он выполнил более 90% из 69 попыток пасов и пробежал больше всех, кроме своего парнёра по команде Стивена Нзонзи. 20 сентября отдал свою первую голевую передачу в матче против «Бетиса», которая принесла победу его новому клубу. В конце сентября он впервые забил гол, став единственным бомбардиром «Севильи» в матче, проигранном со счётом 1:3 «Атлетику Бильбао». Несколько недель спустя он забил свой второй гол в матче с «Леганесом» (3:2). Бывший игрок «Марселя» наслаждался победой после матча, поблагодарив своего тренера Хорхе Сампаоли: «У нас с тренером доверительные отношения. Благодаря ему и его помощнику Лильо я здесь. Они возлагают на меня большую ответственность и создают для меня лучшие условия. Когда за спиной такие люди, ты просто обязан отплатить им на поле и выложиться на все сто». Три дня спустя он забил единственный гол в выездном матче группового этапа Лиги чемпионов против загребского «Динамо», но был удалён с поля в ответном матче 1/8 финала против «Лестера» (2:0). После матча он обвинил соперника Джейми Варди в симуляции, чтобы убедить судью показать ему вторую жёлтую карточку; Варди отверг это обвинение. Насри сыграл 30 матчей во всех турнирах и забил три гола во время своего пребывания на стадионе «Рамон Санчес Писхуан».

### «Антальяспор», дисквалификация и последние годы карьеры
21 августа 2017 года Самир Насри подписал двухлетний контракт с турецким клубом «Антальяспор» за 3,5 миллиона евро. Французский футболист воссоединился с Жереми Менезом, с которым он играл в юношеской сборной и который также подписал контракт этим летом. В чемпионате Турции дебютировал 26 августа в матче с «Ени Малатьяспором», и сразу же забил свой первый гол. 31 января 2018 года Насри по обоюдному согласию расторг контракт с клубом, сыграв восемь матчей и забив два гола в Суперлиге за пять месяцев пребывания в команде.
22 февраля 2018 года Насри был дисквалифицирован УЕФА на шесть месяцев за нарушение правил ВАДА в декабре 2016 года, когда ему была сделана внутривенная инфузия 500 миллилитров воды, содержащей питательные вещества. 1 августа 2018 года дисквалификация игрока была продлена ещё на 12 месяцев по апелляции инспектора УЕФА по этике и дисциплине. Запрет был задним числом от 1 июля 2017 года.
Поскольку его дисквалификация должна была закончиться 31 декабря 2018 года, француз начал тренироваться с «Вест Хэм Юнайтед» и прошёл медицинское обследование в надежде подписать краткосрочный контракт. Когда санкция закончилась, Самир Насри подписал краткосрочный контракт с «Вест Хэм» до конца сезона 2018/19. 12 января 2019 года во время своего второго матча за клуб он сделал голевую передачу, которая позволила Деклану Райсу забить победный гол (1:0) против его бывшего клуба «Арсенал». 16 марта 2019 года в своём последнем матче за клуб он снова сделал голевую передачу, на этот раз для Хавьера Эрнандеса, который забил гол в матче против «Хаддерсфилд Таун» (3:3). В мае 2019 года «Вест Хэм» объявил, что Насри покинет клуб по окончании контракта в июне 2019 года.
5 июля 2019 года несмотря на явный интерес со стороны «Гавра» и после отказа саудовскому клубу «Аш-Шабаб» из Эр-Рияда Самир Насри присоединился к своему бывшему товарищу по команде «Манчестер Сити» Винсенту Компани, который на тот момент являлся играющим тренером в бельгийском клубе «Андерлехт» на один сезон с возможностью продления на второй. 28 июля дебютировал в новой команде, заменив Яри Версхарена на 61-й минуте матча против «Остенде», который закончился поражением (1:2). 17 августа он забил свой первый гол в четвёртом матче, проигранном со счётом 2:4 «Кортрейку», а 25 сентября открыл счёт в матче, выигранном со счётом 3:2 в дополнительное время на выезде у «Беерсхота» в шестом раунде Кубка Бельгии. С октября он страдал от травм подколенных сухожилий и приводящих мышц. 3 февраля 2020 года спортивный директор клуба Майкл Вершурен заявил в эфире Proximus, что сожалеет о приходе игрока: «Если бы мне пришлось делать это снова, подписали бы мы Самира Насри? Судя по тому, что мы знаем сейчас, нет». В апреле 2020 года, когда футбол был приостановлен из-за пандемии COVID-19, Насри был отпущен, завершив свою карьеру в «Андерлехте» с восемью матчами и двумя голами во всех турнирах. В сентябре 2021 года он сообщил Le Journal du Dimanche, что завершил карьеру игрока.

## Карьера в сборной

### Молодёжные сборные
Самир Насри играл за все юношеские сборные Франции, в которых он имел право выступать. Он является членом группы, широко известной как «Поколение 1987» (фр. Génération 1987), из которой вышли такие известные игроки, как Хатем Бен Арфа, Карим Бензема и Жереми Менез, а также он сам. В составе сборной до 16 лет Насри сыграл 16 матчей и забил восемь голов. Из четырёх игроков Насри был первым, кто стал постоянным игроком стартового состава команды под руководством тренера Франсуа Блакара и дебютировал в первом матче команды в сезоне против сборной Испании (3:0). 29 октября забил свой первый гол за команду в первом матче группового этапа против сборной Швеции на турнире в Валь-де-Марне. 11 декабря Насри забил первый гол в матче, в котором команда со счётом 6:1 победила сборную Греции. На Кубке Эгейского моря 2003 года в Турции он забил два гола в четырёх матчах, а Франция заняла третье место в турнире. Насри забил гол во втором матче группового этапа против сборной Израиля, который закончился победой со счётом 3:1. В следующем матче группового этапа он забил гол в матче против сборной Украины, который закончился победой со счётом 5:0. В матче за третье место против сборной Бельгии Насри ассистировал Бен Арфе, который забил гол. На турнире в Монтегю Насри забил свой единственный гол в матче, который команда выиграла со счётом 8:0 у сборной Габона в первом матче группового этапа. Франция заняла второе место в турнире, уступив сборной Италии, которая победила Францию со счётом 5:1 в финальном матче.
На уровне до 17 лет к Насри, Менезу и Бен Арфе присоединился Карим Бензема, и перед ними была поставлена задача выиграть чемпионат Европы 2004 года среди юношей до 17 лет на родной земле. Насри дебютировал в команде в первом матче сезона против сборной Швеции, забив гол в победе со счётом 5:2. Во втором подряд ежегодном выступлении команды на турнире в Валь-де-Марне Насри забил свой единственный гол в матче против сборной США, который Франция выиграла со счётом 2:0, став чемпионом, не пропустив ни одного гола. На чемпионате Европы 2004 года среди юношей до 17 лет Насри забил гол в полуфинале против сборной Португалии. Франция выиграла матч со счетом 3:1 и вышла в финал. В финальном матче Франция встретилась с Испанией. В этом матче Насри забил победный гол, принеся сборной Франции первый в истории титул в этом турнире. В общей сложности в составе команды до 17 лет он сыграл 16 матчей и забил шесть голов. Из-за увеличения игрового времени в своём родном клубе «Марсель» Насри провёл в команде до 18 лет без особых событий, сыграв всего в четырёх матчах.
Четвёрка Насри, Бен Арфа, Бензема и Менез вернулась в сборную для участия в турнире среди игроков до 19 лет. К ним присоединились Иссиар Диа, Блез Матюиди и Серж Гакпе с целью выиграть чемпионат Европы 2006 года среди юношей до 19 лет. Команда начала кампанию с двух товарищеских матчей против сборной Норвегии. В ходе этих двух матчей Насри забил два гола: один в победе со счётом 4:0, а другой в победе со счётом 5:0. В первом раунде квалификации турнира Насри ассистировал в двух голах в победе команды со счётом 3:1 над Уэльсом. В следующем матче группового этапа против сборной Сан-Марино он забил третий гол в победе со счетом 3:0. В последнем матче группового этапа против сборной Австрии Насри забил первый гол и отдал голевую передачу Бензема в победе со счётом 2:0. В финальном раунде квалификации, несмотря на то, что Франция завершила раунд без поражений, она была выбита из турнира, уступив по очкам сборной Шотландии. Насри получил свой первый вызов в сборную до 21 года под руководством тренера Рене Жирара в первом матче команды после чемпионата Европы 2006 года среди игроков до 21 года против сборной Бельгии. Он начал матч в стартовом составе, но в перерыве был заменён Флораном Синама-Понголем. Он участвовал в отборочных матчах к чемпионату Европы 2007 года среди игроков до 21 года и вышел на замену в обоих матчах неожиданного поражения команды от сборной Израиля в отборочных плей-офф. Несмотря на то, что он мог представлять команду до 2009 года, его появление в ответном матче против Израиля стало последним для Насри в составе команды.

### Основная сборная
15 марта 2007 года Самир Насри был впервые вызван в национальную сборную главным тренером Раймоном Доменеком на отборочный матч чемпионата Европы 2008 года против Литвы и товарищеский матч против сборной Австрии. Насри сказал, что он «очень счастлив и очень горд» тем, что его вызвали в основную сборную, отметив, что этот вызов был тем более приятен, что матч был важным отборочным матчем чемпионата Европы. Он появился на скамейке запасных в матче против сборной Литвы, но не вышел на поле. 28 марта дебютировал в сборной в матче против сборной Австрии в возрасте 19 лет. Он вышел в стартовом составе и участвовал в единственном голе, исполнив штрафной удар, после которого Карим Бензема забил гол. Насри вернулся в команду в июне для участия в матчах и 6 июня забил свой первый гол за сборную в отборочном матче Евро-2008 против команды Грузии (1:0).
16 ноября 2007 года Насри забил свой второй гол за сборную в товарищеском матче против Марокко. Благодаря своим выступлениям он был включён в состав из 23 игроков, которые примут участие в Евро-2008. 9 июня 2008 года дебютировал в турнире в стартовом матче группового этапа против сборной Румынии, выйдя на замену. Он не участвовал в матче, который команда проиграла Нидерландам со счётом 1:4, но вышел на поле в последнем матче группового этапа против сборной Италии. Насри вышел на замену травмированному Франку Рибери на десятой минуте. После красной карточки защитника Эрика Абидаля на 24-й минуте Насри был заменён, чтобы защитник Жан-Ален Бумсонг занял место Абидаля в составе.
В ноябре 2008 года Насри был одним из группы молодых игроков, которых обвинили в дерзости во время выступления команды на Евро-2008. Обвинение прозвучало от его партнёра по сборной Уильяма Галласа, который высказал его в своей автобиографии. Хотя в книге Насри не был прямо назван, он был широко признан игроком, о котором шла речь. В 2010 году после того как он не попал в состав сборной на чемпионат мира 2010 года, Насри открыто рассказал о ситуации, заявив, что в последний год Галласа в «Арсенале» Насри был одним из «четырёх или пяти» игроков «Арсенала», которые не разговаривали с защитником. Вражда достигла своего апогея 20 ноября 2010 года, когда Насри выполнил обещание не пожимать руку Галласу, который тогда играл за «Тоттенхэм Хотспур», во время подготовки к матчу.
В сезоне 2008/09 Насри сыграл только в трёх матчах за национальную сборную. 28 марта 2009 года после матча с Литвой полузащитник почти полтора года не выходил на поле. В сезоне 2009/10 Насри устал ждать своего шанса выступить с командой на чемпионате мира 2010 года. В конце концов, он не вышел на поле с командой, не попав ни в состав из 23 игроков, ни даже в предварительный состав.
11 августа 2010 года Насри вернулся в национальную команду под руководством нового главного тренера Лорана Блана для товарищеского матча против сборной Норвегии. Он пропустил сентябрьские вызовы в сборную из-за травмы, но в октябре вернулся в команду для отборочных матчей Евро-2012 против сборных Румынии и Люксембурга. 25 марта 2011 года Насри впервые выступил капитаном национальной команды в матче отборочного турнира Евро-2012 против сборной Люксембурга, который закончился победой со счётом 2:0. Он отдал голевую передачу на Филиппа Мексеса, забившего первый гол. В последнем матче отборочного турнира Евро-2012 против сборной Боснии и Герцеговины Насри забил гол, сравнявший счёт, реализовав пенальти в матче, который закончился вничью 1:1. Очко, заработанное в ничьей, обеспечило сборной Франции место в отборочном турнире Евро-2012. После регулярных выступлений в отборочном турнире Евро-2012, 29 мая 2012 года Насри был включён в состав команды для участия в турнире. В первом матче группового этапа против сборной Англии он забил гол, сравнявший счёт в ничьей 1:1.
После того, как Франция проиграла сборной Испании в четвертьфинале, Насри подверг репортера тому, что было описано как «нецензурная тирада», когда его спросили о его мнении по поводу матча. За это и другие проступки Французская федерация футбола наложила на него трёхматчевую дисквалификацию.
13 мая 2014 года главный тренер сборной Франции Дидье Дешам объявил состав из 23 игроков для участия в чемпионате мира 2014 года, исключив из него Самира Насри.
9 августа 2014 года, в возрасте 27 лет, Самир Насри подтвердил свое решение уйти из международного футбола. Имея двойное гражданство, игрок утверждает, что никогда не жалел о своем выборе в пользу сборной Франции, даже несмотря на то, что некоторые из его бывших партнёров по команде на чемпионате Европы до 17 лет в 2004 году, такие как Франк Сонго’о, Кевин Констант, Серж Акакпо и Карим Эль-Мурабет, выбрали сборную страны своего происходения. В октябре 2017 года он заявил: «Я пришёл в сборную Франции в 19 лет. Сборная Алжира в то время была пустыней Гоби! Я горжусь тем, что играл за сборную Франции. Когда я приехал, меня встретили Тюрам, Галлас, Абидаль, Эвра, Макелеле, Виейра, Анри, Трезеге и Анелька. Тебя назвали бы сумасшедшим, откажись от приглашения в такую команду!».

## Достижения

### Командные
«Олимпик Марсель»
- Обладатель Кубка Интертото: 2005

«Манчестер Сити»
- Чемпион Англии (2): 2011/12, 2013/14
- Обладатель Кубок Футбольной лиги (2): 2014, 2016
- Обладатель Суперкубка Англии: 2012

Сборная Франции
- Победитель юношеского чемпионата Европы U-17: 2004

### Личные
- Лучший молодой игрок чемпионата Франции: 2007
- Футболист года во Франции: 2010
- Игрок месяца английской Премьер-лиги: декабрь 2010
- Вошёл в состав команды года по версии ПФА: 2011
- Приз Алана Хардекера: 2014

## Статистика

### Клубная
По состоянию на 18 декабря 2014 года.
| Клуб             | Сезон            | Чемпионат | Чемпионат | Чемпионат | Кубок | Кубок | Кубок | Еврокубки | Еврокубки | Еврокубки | Всего | Всего | Всего |
| Клуб             | Сезон            | Матчи     | Голы      | Пасы      | Матчи | Голы  | Пасы  | Матчи     | Голы      | Пасы      | Матчи | Голы  | Пасы  |
| ---------------- | ---------------- | --------- | --------- | --------- | ----- | ----- | ----- | --------- | --------- | --------- | ----- | ----- | ----- |
| Олимпик Марсель  | 2004/05          | 24        | 1         | 2         | 1     | 0     | 0     | 0         | 0         | 0         | 25    | 1     | 2     |
| Олимпик Марсель  | 2005/06          | 30        | 1         | 2         | 5     | 0     | 0     | 14        | 1         | 1         | 49    | 2     | 3     |
| Олимпик Марсель  | 2006/07          | 37        | 3         | 6         | 7     | 0     | 1     | 6         | 0         | 0         | 50    | 3     | 7     |
| Олимпик Марсель  | 2007/08          | 30        | 6         | 10        | 4     | 0     | 2     | 8         | 0         | 3         | 42    | 6     | 15    |
| За всё время     | За всё время     | 121       | 11        | 20        | 17    | 0     | 3     | 28        | 1         | 4         | 166   | 12    | 27    |
| Арсенал (Лондон) | 2008/09          | 29        | 6         | 2         | 5     | 0     | 3     | 10        | 1         | 0         | 44    | 7     | 5     |
| Арсенал (Лондон) | 2009/10          | 26        | 2         | 5         | 2     | 0     | 1     | 6         | 3         | 0         | 34    | 5     | 6     |
| Арсенал (Лондон) | 2010/11          | 30        | 10        | 1         | 8     | 3     | 1     | 8         | 2         | 3         | 46    | 15    | 5     |
| Арсенал (Лондон) | 2011/12          | 1         | 0         | 0         | 0     | 0     | 0     | 0         | 0         | 0         | 1     | 0     | 0     |
| За всё время     | За всё время     | 86        | 18        | 8         | 15    | 3     | 5     | 24        | 6         | 3         | 125   | 27    | 16    |
| Манчестер Сити   | 2011/12          | 30        | 5         | 9         | 5     | 1     | 0     | 9         | 0         | 0         | 45    | 6     | 9     |
| Манчестер Сити   | 2012/13          | 28        | 2         | 7         | 4     | 2     | 0     | 6         | 1         | 1         | 38    | 5     | 8     |
| Манчестер Сити   | 2013/14          | 34        | 7         | 7         | 3     | 3     | 0     | 7         | 1         | 4         | 42    | 11    | 11    |
| Манчестер Сити   | 2014/15          | 19        | 2         | 3         | 0     | 0     | 0     | 4         | 1         | 1         | 15    | 3     | 4     |
| За всё время     | За всё время     | 111       | 16        | 26        | 12    | 4     | 0     | 26        | 3         | 6         | 149   | 25    | 29    |
| Всего за карьеру | Всего за карьеру | 318       | 45        | 54        | 44    | 7     | 8     | 78        | 10        | 13        | 440   | 62    | 72    |

### В сборной
| Франция      | 2006/07      | 3  | 1 | 1 |
| Франция      | 2007/08      | 9  | 1 | 1 |
| Франция      | 2008/09      | 3  | 0 | 0 |
| Франция      | 2009/10      | 0  | 0 | 0 |
| Франция      | 2010/11      | 7  | 1 | 1 |
| Франция      | 2011/12      | 13 | 2 | 1 |
| Франция      | 2012/13      | 0  | 0 | 0 |
| Франция      | 2013/14      | 7  | 2 | 0 |
| За всё время | За всё время | 42 | 7 | 4 |